# Licia e i Bee Hive Story
Licia e i Bee Hive Story è un box multidisco pubblicato il 7 dicembre 2010 contenente le ristampe, per la prima volta in formato CD, delle colonne sonore della serie animata giapponese Kiss Me Licia e dei suoi 4 sequel di produzione italiana con attori in carne e ossa intitolati Love Me Licia, Licia dolce Licia, Teneramente Licia e Balliamo e cantiamo con Licia.
In una sola settimana dalla pubblicazione il cofanetto su IBS ha raggiunto il settimo posto dei 100 album più venduti. 

## Tracce

### CD1 - Kiss Me Licia e i Bee Hive
1. Cristina D'Avena – Kiss me Licia (testo: Alessandra Valeri Manera – musica: Giordano Bruno Martelli)
2. Mirko e i Bee Hive – Freeway (testo: Alessandra Valeri Manera[2], Konosuke Fuji[3] – musica: Yuuchiro Oda)
3. Fire (strumentale) (musica: Yukhid Takekawa)
4. Mirko e i Bee Hive – Lonely boy (testo: Alessandra Valeri Manera[2], Kazunori Sonobe[3] – musica: Yasuhiro Kumagaya)
5. Baby I love you (strumentale) (musica: Joe Hisaishi)
6. Licia – Andrea e Giuliano (testo: Alessandra Valeri Manera[2], Konosuke Fuji[3] – musica: Yuuchiro Oda)
7. Freeway (strumentale) (musica: Yuuchiro Oda)
8. Sheller (Silvano Fossati) – Let me feel (testo: Alessandra Valeri Manera[2], Gakuro[3] – musica: Gakuro)
9. Mirko e i Bee Hive – Baby I love you (testo: Alessandra Valeri Manera[2], Joe Hisaishi[3] – musica: Joe Hisaishi)
10. Mirko e i Bee Hive – Fire (testo: Alessandra Valeri Manera[2], Kimio Kudo[3] – musica: Yuuchiro Oda)
11. Kiss Me Licia (strumentale) (musica: Giordano Bruno Martelli)
12. Andrea – Il mio gatto Giuliano (testo: Alessandra Valeri Manera[2], Konosuke Fuji[3] – musica: Yuuchiro Oda)

### CD2 - Love Me Licia e i Bee Hive
Testi di Alessandra Valeri Manera tranne Love Me Licia (strumentale), musiche di Giordano Bruno Martelli.
1. Cristina D'Avena – Licia dolce Licia
2. Mirko e i Bee Hive – Lovely Smile
3. Mirko e i Bee Hive – Nel grande cielo blu
4. Cristina D'Avena – La ninna nanna di Licia
5. Mirko e i Bee Hive – Broken Heart
6. Mirko e i Bee Hive – Baciami, Kiss me with Love
7. Cristina D'Avena – Natale con Cristina
8. Mirko e i Bee Hive – Love Me sempre più
9. Mirko e i Bee Hive – I need your love
10. Love Me Licia (strumentale)

### CD3 - Licia dolce Licia e i Bee Hive
Testi di Alessandra Valeri Manera tranne Licia dolce Licia (strumentale), musiche di Carmelo Carucci tranne dove indicato.
1. Cristina D'Avena – Licia dolce Licia (musica: Giordano Bruno Martelli)
2. Mirko e i Bee Hive – Love I need you, love I want you
3. Mirko e i Bee Hive – Oh, happy happiness
4. Cristina D'Avena – Andrea
5. Mirko e i Bee Hive – Cosa c'è baby?
6. Mirko e i Bee Hive – Semplice, semplice
7. Mirko e i Bee Hive – Mio dolce amore
8. Mirko e i Bee Hive – Ritorna qui da me
9. Mirko e i Bee Hive – Senza di te
10. Cristina D'Avena, Mirko e i Bee Hive – Noi, insieme noi
11. Mirko e i Bee Hive – I love you, you love me
12. Licia dolce Licia (strumentale) (musica: Giordano Bruno Martelli)

### CD4 - Teneramente Licia e i Bee Hive
Testi di Alessandra Valeri Manera e musiche di Carmelo Carucci. 
1. Teneramente Licia - 2:57
2. La poesia sei tu - 3:45
3. Nel tuo sorriso - 2:38
4. Amore mio - 2:50
5. Un sogno aspetta noi - 2:54
6. Solo sono io - 3:03
7. Se penso a te - 2:35
8. Love you are my love - 3:33
9. Quando arrivi tu - 2:37
10. Scende la sera - 3:16
11. Tante piccole cose fanno grande l'amore - 2:41
12. Teneramente Licia (strumentale)

### CD5 - Balliamo e cantiamo con Licia
Testi di Alessandra Valeri Manera e musiche di Carmelo Carucci.
1. Balliamo e cantiamo con Licia - 3:16
2. Città, città - 3:12
3. Il silenzio è... - 3:43
4. Dolci pensieri d'amore - 3:20
5. Malinconia - 3:39
6. Tornerà l'allegria - 2:54
7. Con la primavera nel cuore - 3:36
8. Verità - 3:07
9. Rimboccata dalla luna la città già dorme - 3:45
10. Pensare e sentire con te - 2:37
11. Risveglio - 3:10
12. Balliamo e cantiamo con Licia (strumentale)